# Die Liebe währt drei Jahre
Der Roman Die Liebe währt drei Jahre ist der letzte Teil der Marc-Marronnier-Trilogie des französischen Schriftstellers Frédéric Beigbeder. Dieser Roman erschien im Januar 2003 als deutsche Übersetzung des französischen Originals L’amour dure trois ans (1997).
Im Januar 2012 erschien unter der Regie von Frédéric Beigbeder die Verfilmung des Buches unter dem Titel Das verflixte 3. Jahr (Originaltitel: L’amour dure trois ans).

## Handlung
Der Protagonist Marc Marronnier beschreibt sein Leiden und Erleben nach seiner als „rauschendes Fest“ zelebrierten Scheidung. Nicht die Scheidung von seiner Frau Anne, sondern die Zurückweisung durch seine Geliebte Alice brachte ihn zur Verzweiflung. Sie wollte sich für eine gemeinsame Zukunft mit Marc partout nicht von ihrem Mann Antoine trennen.

## Ausgaben

### Deutsch
- Die Liebe währt drei Jahre. Rowohlt, Reinbek 2003, ISBN 3-499-23192-1.
- Die wilden Jahre. Die Marc-Marronnier-Trilogie: Memoiren eines Sohnes aus schlechtem Haus. Ferien im Koma. Die Liebe währt drei Jahre. Rowohlt, Reinbek 2004, ISBN 3-499-23679-6.

### Französisch
- L’amour dure trois ans. Grasset, 1998, ISBN 2-246-54651-6.
- L’amour dure trois ans. Gallimard, 2002, ISBN 2-07-041457-4.